# Talking Book (Macy Gray)
Talking Book è un album tributo della cantante statunitense Macy Gray a Stevie Wonder, pubblicato nel 2012. 

## Tracce
1. You Are the Sunshine of My Life – 3:11
2. Maybe Your Baby – 4:22
3. You & I (We Can Conquer the World) – 3:10
4. Tuesday Heartbreak – 3:34
5. You've Got It Bad Girl – 4:29
6. Superstition – 4:30
7. Big Brother – 3:41
8. Blame It On the Sun – 3:47
9. Lookin' for Another Pure Love – 3:51
10. I Believe (When I Fall in Love It Will Be Forever) – 4:35